# Transport ferroviaire en Bulgarie
Plan
Le transport ferroviaire en Bulgarie est constitué d'un réseau ferroviaire qui s'est construit progressivement au cours des XIXe et XXe siècles. Ce réseau est vétuste et délabré faute d'investissements et d'entretien suffisants. Des travaux de modernisation ont été engagés après 2014 grâce aux Fonds structurels européens.

## Histoire

### Les débuts sous l'Empire ottoman
La construction du réseau ferré en Bulgarie a commencé dès l'époque ottomane : son objectif était d'améliorer les communications au sein de l'empire, notamment vers les zones frontières pour des raisons militaires, et de se connecter au réseau ferré européen sur l'axe Londres - Istanbul. La construction de la première ligne de 223 km, entre Roussé et Varna qui étaient les deux principales villes de Roumélie à l'époque, a été construite par une compagnie anglaise qui a obtenu une concession de 99 ans. La ligne a été inaugurée le 7 novembre 1866. Avant même l'ouverture de la ligne, dix locomotives à vapeur ont été livrées à Varna. L'exploitation de la ligne est transférée en 1874, par la société britannique, à la société Chemins de fer Orientaux du baron Maurice de Hirsch. Cette société construit, entre 1870 et 1874, la ligne Lubiméts - Bélovo, avec des déviations vers Siméonovgrad, Nova Zagora et Yambol. À cette époque émerge aussi le projet de réaliser une ligne de chemins de fer majeure passant par Sofia et reliant Istanbul, Sofia, Kyoustendil, Skopje puis vers l'empire d'Autriche-Hongrie. Les travaux commencent en 1873 mais sont interrompus par la guerre russo-turque de 1877-1878 et ses conséquences.

### Le développement après l'autonomie de la Bulgarie (1878-1944)[3]
Après l'autonomie de la Bulgarie et de la Roumélie orientale, le projet est modifié en 1883 et le tracé devient Bélovo - Sofia - Nis - Belgrade - Vienne. Cette même année est projetée la construction d'un axe ferroviaire entre le Danube et la Macédoine qui partirait de Svichtov et passerait par Sofia et Kyoustendil.
Malgré la mauvaise qualité de la réalisation de la ligne Roussé - Varna, elle est incluse dans le tracé de l'Orient Express qui y passe de 1883 à 1885.
En 1888, la gare centrale de Sofia entre en activité et la compagnie nationale de chemins de fer est créée.

### Le réseau auXXIesiècle
Le 1er janvier 2002 est créée la Compagnie nationale Infrastructure ferroviaire (Национална компания Железопътна инфраструктура, НКЖИ). Elle devient le propriétaire et l'opérateur de la grande majorité des voies de chemins de fer de Bulgarie.
Au début du XXIe siècle, le réseau souffre de nombreux maux : manque d'entretien, lenteur et retard de trains fréquents du fait d'une infrastructure en très mauvais état et d'un manque de locomotives en bon état, sociétés publiques surendettées, concurrence des transports routiers (voitures, autocars, camions) et forte baisse du nombre de voyageurs .
La Bulgarie rejoint l'Union européenne en 2007 mais la modernisation du réseau ne commence réellement qu'après 2014 grâce aux Fonds structurels européens.

## Réseau ferré actuel et projets
Une première section de 180 km d’une ligne à grande vitesse avec la Serbie est financée par l’UE .
En 2018, la Turquie annonce lancer la construction d'une ligne à grande vitesse (LGV) reliant Istanbul à Edirne et ayant vocation à être prolongée vers Plovdiv et Sofia en se connectant aux infrastructures bulgares en cours de construction 

## Opérateurs
Le seul opérateur actuel est la société des Chemins de fer bulgares (BDŽ).